# Major Indoor Soccer League
A Major Indoor Soccer League foi um torneio de showbol de clubes dos Estados Unidos e do México que existiu em várias versões. A primeira existiu de 1978 até 1992, que ficou famosa por incluir times da North American Soccer League (Como o New York Cosmos), a maior liga de futebol dos EUA na época, em 1984 depois a falência dessa liga. A segunda versão existiu de 2001 até 2008 formado por times de Futebol da National Premier Soccer League e a terceira versão competiu de 2008 até 2014, com seus times se juntando ao Major Arena Soccer League após sua falência.